# Шивія (Олов'яннинський район)
Шивія́ (рос. Шивия) — село у складі Олов'яннинського району Забайкальського краю, Росія. Входить до складу Улятуйського сільського поселення.
Стара назва — Усть-Шивія.

## Населення
Населення — 57 осіб (2010; 113 у 2002).
Національний склад (станом на 2002 рік):
- росіяни — 99 %